# Робледо, Хорхе
Хо́рхе Оливе́р Робле́до (исп. Jorge Oliver Robledo; 14 апреля 1926, Икике, Чили — 1 апреля 1989, Винья-дель-Мар, Чили) — чилийский футболист, инсайд, в Англии более известный как Джордж Робле́до (англ. George Robledo). Первый южноамериканец, сыгравший и забивший в финале Кубка Англии.

## Карьера
Хорхе Оливер Робледо родился 14 апреля 1926 года в чилийском городе Икике, в семье чилийца и англичанки из Йоркшира. Из-за тяжёлого политического положения в стране семья Робледо эмигрировала в Англию в 1932 году.

### Клубная
В Англии Хорхе Робледо, которого на английский манер называли Джорджем, начал заниматься футболом, играя за «Хаддерсфилд Таун», одновременно подрабатывая на угольной шахте. В 1943 году во время второй мировой войны Хорхе попадает в состав клуба «Барнсли». За «Барнсли» Робледо провёл 105 матчей во втором дивизионе, в которых забил 45 голов (по другим данным он провёл 109 матчей, в которых забил 29 голов).
27 января 1949 года клуб первого дивизиона «Ньюкасл Юнайтед» приобретает Хорхе и его брата Эдуардо (которого в Англии называли Тедом) за 26 с половиной тысяч фунтов стерлингов. Изначально «Ньюкасл» был заинтересован в приобретении только Хорхе, но после того как он отказался переходить руководство приняло решение приобрести и его брата. Дебют Хорхе в основном составе состоялся 5 февраля 1949 года в матче с клубом «Чарльтон Атлетик», а в своём третьем матче, ровно через месяц, 5 марта Хорхе открыл счёт своим голам в составе «сорок» отличившись в принципиальном матче с «Сандерлендом» на Сент-Джеймс Парке, причём гол забитый Робледо оказался победным что позволило ему быстро стать любимцем публики. В составе «сорок» Робледо быстро организовал бомбардирскую связку с Джеки Милбёрном, которая стала одной из самых эффективных в истории клуба. В сезоне 1950/51 «Ньюкасл» впервые за 20 лет выиграл Кубок Англии, Хорхе принимал участие в том финале, что позволило ему стать первым игроком из Южной Америки, который сыграл в финале Кубка Англии. Сезон 1951/52 становится самым удачным для Хорхе в составе «Ньюкасла», команда вновь выигрывает трофей, сам Хорхе становится автором единственного гола в финале, а в чемпионате он забивает целых 33 гола что делает его лучшим бомбардиром чемпионата. В том сезоне Хорхе во всех турнирах забил 39 голов за «Ньюкасл», этот рекорд продержится почти 40 лет, пока в сезоне 1993/1994 Энди Коул не забьёт 41 гол за сезон. Свой последний матч за «Ньюкасл» Хорхе Робледо сыграл 28 марта 1953 года в рамках чемпионата против «Блэкпула». Всего же в составе «сорок» Хорхе Робледо сыграл 166 матчей (из них 146 матчей в чемпионате, 18 в Кубке и 2 в Суперкубке), в которых забил 91 гол (82 в чемпионате и 9 в Кубке). Причём 82 гола забитых им в чемпионате долгое время делали его лучшим небританским и неирландским бомбардиром чемпионата Англии, лишь в 1999 году его достижение превзошёл тринидадец Дуайт Йорк.
После окончания сезона 1952/53 Хорхе и его брат были проданы в чилийский клуб «Коло-Коло» за 25 тысяч фунтов стерлингов. Дебют Хорхе состоялся 31 мая 1953 года в матче с клубом «Ферробадминтон». Он сразу же стал любимцем публики и закончил сезон в звании чемпиона Чили и лучшего бомбардира чемпионата с 26-ю голами. В следующем году Хорхе вновь стал лучшим бомбардиром забив 25 голов, но «Коло-Коло» остались лишь вторыми уступив всего одно очко клубу «Универсидад Католика». В 1956 году Хорхе во второй раз в карьере удалось стать чемпионом Чили. 30 ноября 1958 года Хорхе провёл свой последний матч в составе «индейцев», в том сезоне он снова стал серебряным призёром чемпионата, после чего ненадолго завершил свою карьеру. Всего за пять с половиной сезонов в составе «Коло-Коло» Хорхе Робледо провёл 153 матча и забил 94 гола.
В конце 1959 года Хорхе попытался вернуться в большой футбол, попав в состав клуба «О’Хиггинс», но уже через год он вновь завершил свою карьеру, на этот раз окончательно.

### В сборной
В сборную Чили Хорхе Робледо впервые пригласили в 1950 году, причём пригласили выступать сразу на чемпионат мира. Хорхе дебютировал в первом же матче группового этапа 25 июня со сборной Англии завершившимся поражением чилийцев со счётом 0:2. На чемпионате мира он сыграл во всех трёх матчах чилийской сборной и даже стал автором первого гола в ворота сборной США. После чемпионата мира Робледо не выступал за сборную на протяжении трёх лет, и вернулся в её состав только после того как перешёл из «Ньюкасла» в «Коло-Коло». В 1955 году Робледо принял участие в домашнем чемпионате Южной Америки, на котором сыграл во всех пяти матчах своей сборной, забил 3 гола и завоевал серебряные медали. В 1957 году Робледо вновь принимал участие в чемпионате Южной Америки, но чилийская сборная полностью провалилась на нём, а сам Хорхе сыграл лишь в четырёх матчах не забив ни одного гола. Своё последнее выступление за сборную Хорхе Робледо провёл в отборочном турнире к чемпионату мира 1958 года 13 октября 1957 года против сборной Аргентины, тот матч завершился поражением чилийцев 0:2. Всего же за сборную Чили Хорхе Робледо провёл 31 матч, в которых забил 8 голов.
| №  | Дата             | Соперник     | Счёт | Голы | Турнир                       |
| 1  | 25 июня 1950     | Англия       | 0:2  | -    | Чемпионат мира 1950          |
| 2  | 29 июня 1970     | Испания      | 0:2  | -    | Чемпионат мира 1950          |
| 3  | 2 июля 1950      | США          | 5:2  | 1    | Чемпионат мира 1950          |
| 4  | 12 июля 1953     | Испания      | 1:2  | -    | Товарищеский матч            |
| 5  | 26 июля 1953     | Перу         | 2:1  | 1    | Тихоокеанский Кубок          |
| 6  | 28 июля 1953     | Перу         | 0:5  | -    | Тихоокеанский Кубок          |
| 7  | 14 февраля 1954  | Парагвай     | 0:4  | -    | Отборочный матч к ЧМ 1954    |
| 8  | 21 февраля 1954  | Парагвай     | 1:3  | 1    | Отборочный матч к ЧМ 1954    |
| 9  | 28 февраля 1954  | Бразилия     | 0:2  | -    | Отборочный матч к ЧМ 1954    |
| 10 | 14 марта 1954    | Бразилия     | 0:1  | -    | Отборочный матч к ЧМ 1954    |
| 11 | 27 февраля 1955  | Эквадор      | 7:1  | 1    | Чемпионат Южной Америки 1955 |
| 12 | 6 марта 1955     | Перу         | 5:4  | 2    | Чемпионат Южной Америки 1955 |
| 13 | 13 марта 1955    | Уругвай      | 2:2  | -    | Чемпионат Южной Америки 1955 |
| 14 | 20 марта 1955    | Парагвай     | 5:0  | -    | Чемпионат Южной Америки 1955 |
| 15 | 30 марта 1955    | Аргентина    | 0:1  | -    | Чемпионат Южной Америки 1955 |
| 16 | 18 сентября 1955 | Бразилия     | 1:1  | -    | Кубок Бернардо О’Хиггинса    |
| 17 | 20 сентября 1955 | Бразилия     | 1:2  | -    | Кубок Бернардо О’Хиггинса    |
| 18 | 1 марта 1956     | Бразилия     | 1:2  | -    | Панамериканский чемпионат    |
| 19 | 8 марта 1956     | Коста-Рика   | 1:2  | -    | Панамериканский чемпионат    |
| 20 | 11 марта 1956    | Аргентина    | 0:3  | -    | Панамериканский чемпионат    |
| 21 | 15 марта 1956    | Перу         | 2:2  | -    | Панамериканский чемпионат    |
| 22 | 17 марта 1956    | Мексика      | 1:2  | -    | Панамериканский чемпионат    |
| 23 | 28 августа 1956  | Чехословакия | 3:0  | 2    | Товарищеский матч            |
| 24 | 16 марта 1957    | Перу         | 0:1  | -    | Чемпионат Южной Америки 1957 |
| 25 | 21 марта 1957    | Колумбия     | 3:2  | -    | Чемпионат Южной Америки 1957 |
| 26 | 28 марта 1957    | Аргентина    | 2:6  | -    | Чемпионат Южной Америки 1957 |
| 27 | 1 апреля 1957    | Уругвай      | 0:2  | -    | Чемпионат Южной Америки 1957 |
| 28 | 15 сентября 1957 | Бразилия     | 1:0  | -    | Кубок Бернардо О’Хиггинса    |
| 29 | 22 сентября 1957 | Боливия      | 2:1  | -    | Отборочный матч к ЧМ 1958    |
| 30 | 29 сентября 1957 | Боливия      | 0:3  | -    | Отборочный матч к ЧМ 1958    |
| 31 | 13 октября 1957  | Аргентина    | 0:2  | -    | Отборочный матч к ЧМ 1958    |

Итого: 31 матч / 8 голов; 9 побед, 3 ничьих, 19 поражений.

## Достижения

### Командные
Сборная Чили
- Серебряный призёр Чемпионата Южной Америки: 1955
- Обладатель Кубка Бернардо О’Хиггинса: 1957

 «Ньюкасл Юнайтед»
- Обладатель Кубка Англии (2): 1951, 1952
- Финалист Суперкубка Англии (2): 1951, 1952

 «Коло-Коло»
- Чемпион Чили (2): 1953, 1956
- Серебряный призёр чемпионата Чили (3): 1954, 1955, 1958
- Обладатель Кубка Чили: 1958

### Личные
- Лучший бомбардир чемпионата Англии: 1952 (33 гола)
- Лучший бомбардир чемпионата Чили (2): 1953 (26 голов), 1954 (25 голов)

## Статистика выступлений
| Клуб             | Сезон            | Лига | Лига | Кубки | Кубки | Прочие | Прочие | Итого | Итого |
| Клуб             | Сезон            | Игры | Голы | Игры  | Голы  | Игры   | Голы   | Игры  | Голы  |
| ---------------- | ---------------- | ---- | ---- | ----- | ----- | ------ | ------ | ----- | ----- |
| Барнсли          | 1945/46          | -    | -    | 6     | ?     | 0      | 0      | 6     | ?     |
| Барнсли          | 1946/47          | 42   | 23   | 2     | ?     | 0      | 0      | 44    | 23+   |
| Барнсли          | 1947/48          | 36   | 9    | 1     | ?     | 0      | 0      | 37    | 9+    |
| Барнсли          | 1948/49          | 27   | 13   | 0     | 0     | 0      | 0      | 27    | 13    |
| Барнсли          | Итого            | 105  | 45   | 9     | 2     | 0      | 0      | 114   | 47    |
| Ньюкасл Юнайтед  | 1948/49          | 15   | 6    | 0     | 0     | 0      | 0      | 15    | 6     |
| Ньюкасл Юнайтед  | 1949/50          | 30   | 11   | 2     | 0     | 0      | 0      | 32    | 11    |
| Ньюкасл Юнайтед  | 1950/51          | 38   | 14   | 8     | 3     | 0      | 0      | 46    | 17    |
| Ньюкасл Юнайтед  | 1951/52          | 39   | 33   | 7     | 6     | 1      | 0      | 47    | 39    |
| Ньюкасл Юнайтед  | 1952/53          | 24   | 18   | 1     | 0     | 1      | 0      | 26    | 18    |
| Ньюкасл Юнайтед  | Итого            | 146  | 82   | 18    | 9     | 2      | 0      | 166   | 91    |
| Коло-Коло        | 1953             | 22   | 26   | -     | -     | 0      | 0      | 22    | 26    |
| Коло-Коло        | 1954             | 33   | 25   | -     | -     | 0      | 0      | 33    | 25    |
| Коло-Коло        | 1955             | 31   | 19   | -     | -     | 0      | 0      | 31    | 19    |
| Коло-Коло        | 1956             | 25   | 12   | -     | -     | 0      | 0      | 25    | 12    |
| Коло-Коло        | 1957             | 17   | 2    | -     | -     | 0      | 0      | 17    | 2     |
| Коло-Коло        | 1958             | 24   | 10   | 6     | 2     | 0      | 0      | 30    | 12    |
| Коло-Коло        | Итого            | 152  | 94   | 6     | 2     | 0      | 0      | 158   | 96    |
| О'Хиггинс        | 1960             | 21   | 6    | 0     | 0     | 0      | 0      | 21    | 6     |
| О'Хиггинс        | Итого            | 21   | 6    | 0     | 0     | 0      | 0      | 21    | 6     |
| Всего за карьеру | Всего за карьеру | 424  | 227  | 33    | 13    | 2      | 0      | 459   | 240   |

## Смерть
Хорхе Робледо умер 1 апреля 1989 года от сердечной недостаточности в возрасте 62 лет.